# Standard-Liter pro Minute
Die Einheit Standard-Liter pro Minute, kurz slpm oder slm bzw. Normliter pro Minute, ist in der Vakuumtechnik ein Maß für die Molekülmenge an Gas, die pro Zeitspanne und unter Standardbedingungen durch einen Querschnitt fließt, also für einen Gasmengenstrom {\displaystyle Q}.
Die Einheit „Standard-Liter pro Minute“ ist durch die Normbedingungen definiert als:
{\displaystyle 1\,\mathrm {slpm} ={\frac {1013{,}25\,\mathrm {mbar} \cdot 1\,\mathrm {l} }{60\,\mathrm {s} }}=16{,}8875\,{\frac {\mathrm {mbar} \cdot \mathrm {l} }{\mathrm {s} }}}
bzw. in SI-Einheiten:
{\displaystyle 1\,\mathrm {slpm} =1\,\mathrm {std\ l/min} =1{,}68875\,{\frac {\mathrm {Pa} \cdot \mathrm {m} ^{3}}{\mathrm {s} }}}
Diese Angabe ist ein Maß für eine Gasmenge bzw. -masse, da nach der thermischen Zustandsgleichung idealer Gase der pV-Wert (d. h. das Produkt aus Druck und Volumen einer bestimmten Menge eines Gases) bei gegebener Temperatur ein Maß für die Stoffmenge oder die Masse des Gases ist.
Der Gasmengenstrom {\displaystyle Q}, auch Gaslast genannt, basiert auf folgender Gleichung:
{\displaystyle Q={\frac {\mathrm {d} ({V\cdot p})}{\mathrm {d} t}}=p\cdot {\frac {\mathrm {d} V}{\mathrm {d} t}}=p\cdot {\dot {V}},\quad (p={\text{const.}})}
Beispiele:
- Die Leckrate ist der Gasmengenstrom, der ungewollt aus einem geschlossenen System entweicht.
- Die Leistung von Pumpen wird häufig als Volumenstrom angegeben. Die Werte sind nur dann aussagekräftig, wenn der vorherrschende Druck genannt wird.